# ホラー小説

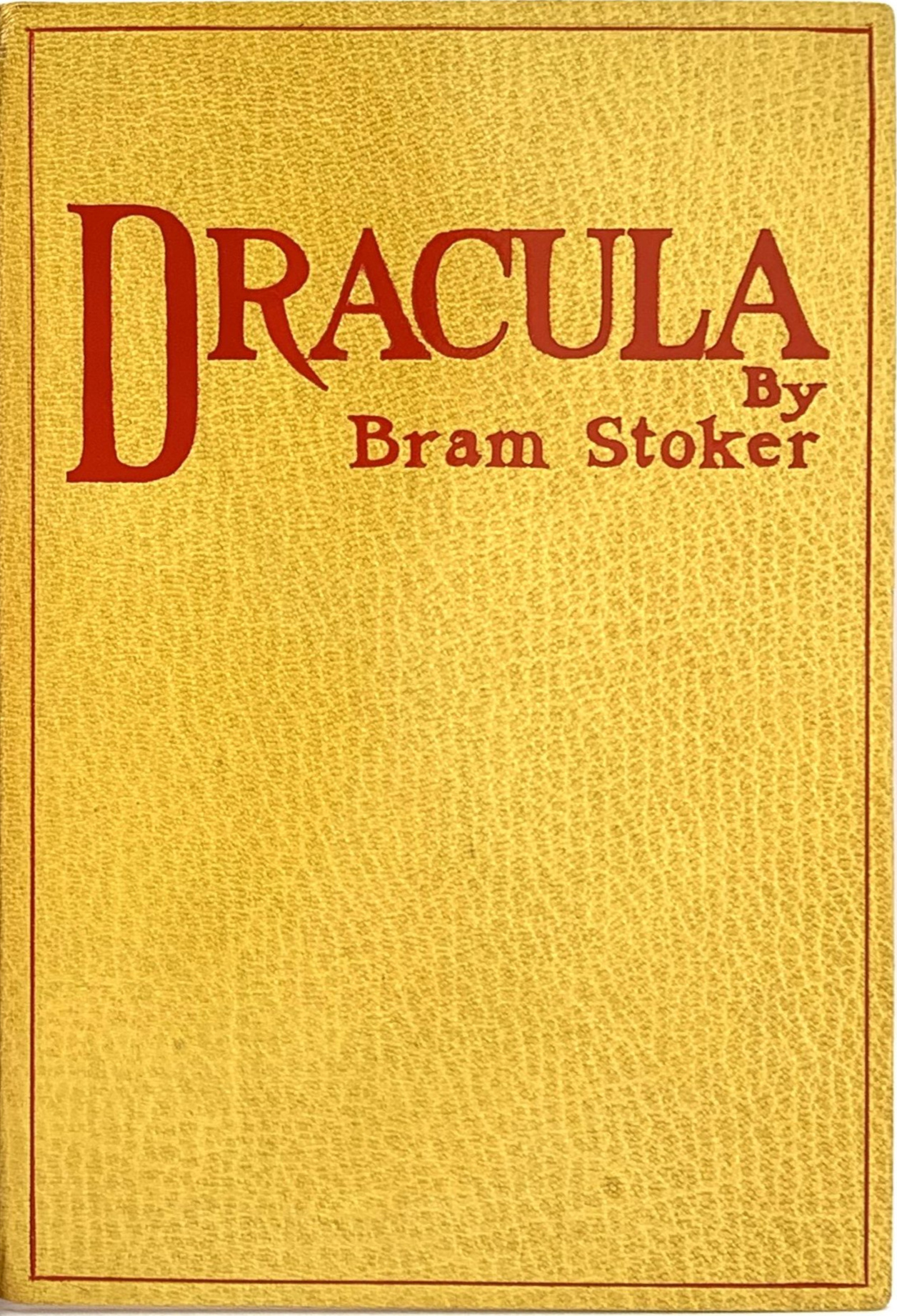
ブラム・ストーカーの小説『吸血鬼ドラキュラ』は、20世紀で最も高く評価されたホラーベストセラーの一つであり、現在でも最も尊敬されている文学作品の一つ。

ホラー小説（ホラーしょうせつ）は、恐怖を主題として、読者に恐怖感を与えるため（恐がらせるため）に書かれた小説。恐怖小説あるいは怪奇小説などとも呼ぶ。
「恐怖は人類の最も古い感情である」というラヴクラフトの言葉がある。それを反映して恐怖の対象として描かれたものは多岐にわたり、古くは神や霊、吸血鬼等といった超自然的な物事が扱われた。宇宙から見た人間存在の儚さ／疎外感を恐怖と感じれば、それも恐怖小説のテーマとなりうる（ラヴクラフト自身のコズミック・ホラーのなかで見事に描かれている）。近年では人間心理の謎を扱うサイコホラー（あるいはサイコスリラー）も人気である。しかし一方で、発達障害や精神疾患に対するステレオタイプな誤解をもたらす可能性もある（例として「アスペルガー症候群と社会」、「『狂鬼人間』について」など）。スタイルや恐怖の対象によって、ゴシックホラーやモダンホラーという分類もある。ホラー小説とホラー映画の間には、同じ怪奇を扱っているという以上の強い関連がみられる。

## 欧米におけるホラー小説の歴史
欧米におけるホラー小説の根源は、民話や聖伝、死や来世、悪ないしは人間の心の内を占めるものへの関心がある。
これらの要素は魔女や吸血鬼、人狼、幽霊といった形で表現された

### 18世紀におけるゴシックホラー小説

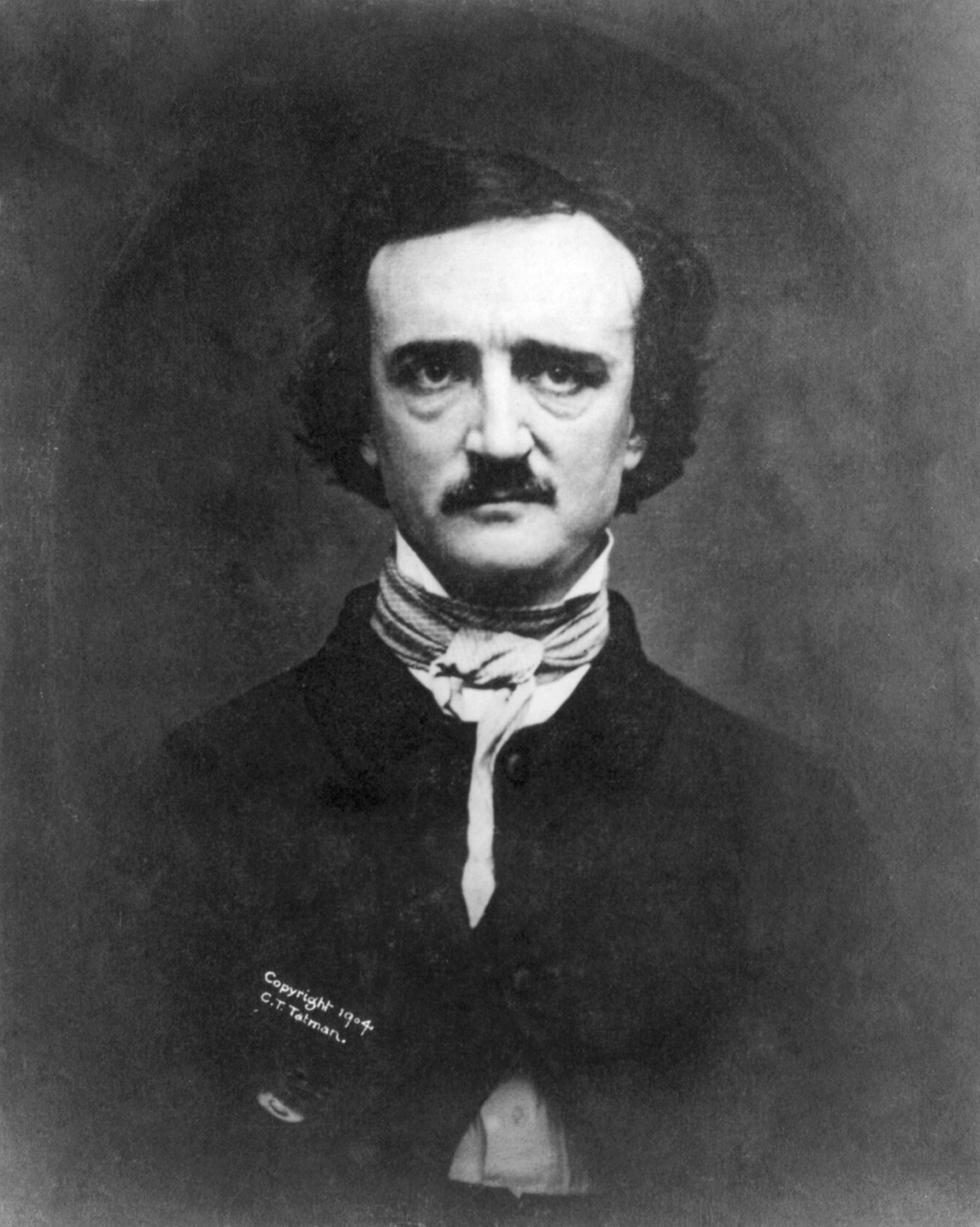
エドガー・アラン・ポー

1764年にホレス・ウォルポールが発表した『オトラント城奇譚』は、世間に賛否両論を巻き起こし、前述の要素を組み合わせたゴシックホラー小説が18世紀に流行することとなった。
『オトラント城奇譚』は純粋な現実主義よりも超自然的なものに重きを置いたところが、現代小説史において画期的な存在であるとみなされている 実際、この小説の初版は、中世のイタリアで実際にあったロマンスを架空の翻訳者が翻訳したという体裁をとっていた
時代錯誤や当時の常識に反する要素が含まれていただけでなく、文体が貧相であるという欠点があったにもかかわらず、『オトラント城奇譚』は瞬く間に世間の人気を博し、ウィリアム・トマス・ベックフォードの『ヴァセック』 (1786年) 、アン・ラドクリフの『ユードルフォの秘密』（1794年）および『イタリアの惨劇』（ 1797年）、マシュー・グレゴリー・ルイスの『マンク』（1796年）といったこの作品に影響を受けたゴシック小説が生み出された。
もう一つ特筆すべき点として、ゴシックホラー小説の書き手の大半が女性であり、読み手の多くも女性であったことが挙げられる。この当時のゴシックホラー小説の典型的な筋書きは、裕福な女主人公が陰気な城で恐ろしい目に遭うというものだった。

### 19世紀におけるホラー小説

メアリー・シェリー

19世紀になると、それまで流行したゴシック小説は、今日まで続くホラー小説へと昇華し、メアリー・シェリーの『フランケンシュタイン』 (1818)や、ロバート・ルイス・スティーブンソン『ジーキル博士とハイド氏』 (1886)、オスカー・ワイルドの『ドリアン・グレイの肖像』(1890)、ブラム・ストーカーの『吸血鬼ドラキュラ』(1897)、エドガー・アラン・ポーおよびシェリダン・レ・ファニュの作品群といった、今日でも映画などでよく知られる名作がこの時代に誕生した。

### 20世紀
20世紀に入って間もないころ、パルプ・マガジンの大ブームが起き、それに伴う形でホラー作家の数も増えた。
見世物小屋の一団を描いた映画『フリークス』の原作『スパーズ』の著者として知られるトッド・ロビンズは、『オールストーリー』といった大手パルプ誌に、狂気や残酷さを売りにした作品を度々投稿した。
その後、ホラー作家に活躍の場を与えに来たかのようにウィアード・テイルズやアンノウン・ワールズといった専門誌が登場した。
クトゥルフ神話をはじめとするコズミックホラーの開拓者として知られるハワード・フィリップス・ラヴクラフトや、幽霊ものの再定義を行ったことで知られるモンタギュウ・ロウズ・ジェイムズといった、20世紀初頭に活躍した大物ホラー作家の一部は、これらの雑誌を利用した。
草創期の映画も様々な面においてホラー小説の影響を受けていた一方、ホラー映画およびホラー小説を原作とした映画も一ジャンルとして確立し今日まで生き続けている。

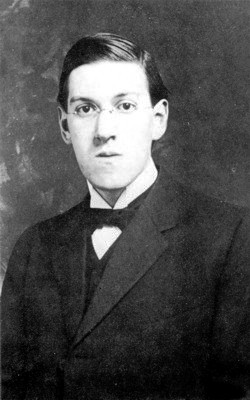
ハワード・フィリップス・ラヴクラフト

「冷気」（1925）、「アウトサイダー」（1921）、「死体安置所で」（1926）をはじめとするラヴクラフトの作品群における「動く屍」の描写は今日におけるゾンビものの先駆けとして知られる。また、1954年にリチャード・マシスンが発表した『地球最後の男』もジョージ・A・ロメロをはじめとするゾンビ映画の製作者たちに影響を与えた作品として知られている。

### 現代ホラー

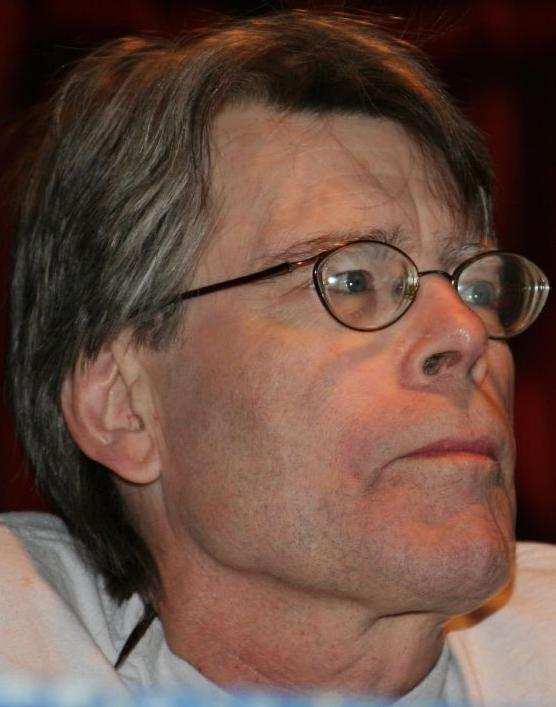
スティーブン・キング

『キャリー』、『シャイニング』、『IT-イット-』、『ミザリー』等多数の作品で知られるスティーヴン・キングは現代ホラーで最も知られている作家の一人である 。
1970年代初頭から、キングの作品は多くの読者の支持を集め、2003年には長年の功績がたたえられ全米図書協会から表彰を受けた 。
他に著名な現代ホラー作家として、ディーン・R・クーンツ、クライヴ・バーカー 、ラムジー・キャンベル,、ピーター・ストラウブ、そして『タイタス・クロウ』シリーズで知られるブライアン・ラムレイや、映画『ザ・フォッグ』の原作者であるジェームズ・ハーバート、などがいる。
現代のベストセラー作の中にも、ホラー小説に関連したジャンルの作品がいくつかある。たとえば、人狼ものと現代ファンタジーを融合させたキャリー・ヴォーンの『キティ・ノーヴィル』や、官能的なゴシック小説作品を多く出してきたアン・ライス、映像化もされたR・L・スタインのオムニバスホラー『グースバンプス』などがある。
また、他ジャンルとのクロスオーバー作品も増えている。たとえば、ダン・シモンズの『ザ・テラー 極北の恐怖』は古典ホラーの「もし」を描いた歴史改変SFであり、セス・グレアム＝スミスの『高慢と偏見とゾンビ 』はジェーン・オースティンの小説『高慢と偏見』のパロディとしても知られている。また、マーク・Z・ダニエレブスキーの『紙葉の家』（ en:House of Leaves）は恐怖をより突き詰めた複雑怪奇な作品であり、全米図書賞の最終候補作になったことでも知られている。

## ホラー作家一覧（日本）
- 朝松健
- 雨宮町子
- 井上雅彦
- 入江敦彦
- 岩井志麻子
- 雨穴
- 小野不由美
- 加門七海
- 貴志祐介
- 菊地秀行
- 倉阪鬼一郎
- 小林泰三
- 澤村伊智
- 鈴木光司
- 背筋
- 瀬名秀明
- 竹河聖
- 恒川光太郎
- 津原泰水
- 早瀬乱
- 坂東眞砂子
- 平山夢明
- 福澤徹三
- 三津田信三
- 山田悠介
- 夢枕獏
- 吉村達也

## ホラー作家一覧（日本以外）

### アジア
- イ・ジョンホ

### 欧米・オセアニア
- コリン・ウィルソン
- ラムジー・キャンベル
- スティーヴン・キング
- ジョー・ヒル
- ディーン・R・クーンツ
- M・R・ジェイムズ
- ブラム・ストーカー
- ピーター・ストラウブ
- オーガスト・ダーレス
- ロバート・W・チェンバース
- クライヴ・バーカー
- アルジャーノン・ブラックウッド
- ロバート・ブロック
- エドガー・アラン・ポー
- ウィリアム・H・ホジスン
- ロバート・R・マキャモン
- リチャード・マシスン
- アーサー・マッケン
- トーマス・F・モンテレオーネ
- アン・ライス
- ハワード・フィリップス・ラヴクラフト
- ブライアン・ラムレイ
- ジョー・R・ランズデール

## ホラー小説系レーベル
- 幽ブックス
- 角川ホラー文庫
- 竹書房ホラー文庫
- ハルキ・ホラー文庫

## 近接ジャンル
- サイエンス・フィクション
- ファンタジー
- ダーク・ファンタジー
- ミステリ
- 推理小説
- スリラー
- サイコスリラー
- コズミック・ホラー